# Bilanční diagnostika
Bilanční diagnostika je forma pracovního poradenství, které se „zaměřuje na komplexní posouzení schopností a možností fyzické osoby v návaznosti na její budoucí pracovní uplatnění“. Původně vychází z francouzské metodiky bilanční kompetence (bilan de compétences). Od roku 2000 je bilanční diagnostika jednou z forem poradenství, které zabezpečuje Úřad práce, a její certifikovaná metodika je definována Ministerstvem práce a sociálních věcí.